# Anika Nilles
Anika Nilles (29 mei 1983) is een Duitse drummer, songwriter, componist, solomuzikant en muziekleraar. Ze begon haar drumcarrière op YouTube. Ze heeft tot nu toe (dec 2022) twee albums uitgebracht met haar band Nevell: "Pikalar" in 2017 en "For a Colourful Soul" in 2020.

## Jeugd en opleiding
Nilles is geboren in een muzikaal gezin, waar haar vader, oom en neef allemaal drums speelden. Ze kreeg haar eerste drumlessen van haar vader toen ze nog jong was, en ze oefende in de kelder van hun huis. Hoewel ze lessen volgde aan een muziekschool, was ze niet tevreden omdat ze na vier jaar les alleen de snaredrum kon bespelen. Ze besloot toen om zelfstudie te doen om drummen te leren. Jaren later besloot ze verder te studeren aan de Popakademie Baden-Württemberg in Mannheim in de richting Popmusik Design, met als specialisatie drums. In 2014 behaalde ze haar diploma.

## Carrière
Nilles plaatste haar eerste originele nummers op YouTube: "Wild Boy" in 2013, gevolgd door "Alter Ego" in 2014. Deze en andere muziekvideo's bevatten meestal beeldopnames van haar drumspel naast eerder opgenomen muziek. In dergelijke video's heeft ze in het verleden samengewerkt met producer en gitarist Joachim Schneiss. Daarna begon Nilles in 2015 buiten haar geboorteland Duitsland te touren, onder andere door Europa, de Verenigde Staten, en China.
In 2017 verscheen Nilles' debuutalbum "Pikalar" dat bestaat uit tien instrumentale nummers.
Nilles begon in oktober 2018 aan een zesdaagse tour door de Verenigde Staten, ze trad toen op in zalen als: de Chicago Music Exchange, Sweetwater Sound in Fort Wayne, Indiana, en Salt City Drums in Salt Lake City, Utah. Haar tweede volledige album "For A Colorful Soul" met haar band "Nevell" kwam uit in 2020. Verder geeft Nilles ook drumles bij: Nexus ICA (Verenigd Koninkrijk), bij DRUMEO (Canada) en aan de Popakademie Baden-Württemberg in Mannheim, ze is sinds 2021 afdelingshoofd studierichting drums.
- Gemeinsame Normdatei: 1220944491
- International Standard Name Identifier: 0000 0004 6629 1760
- MusicBrainz: 98b4fff5-e004-4ecb-84fb-83b245e33fdb
- Virtual International Authority File: 4864160546924310240002
- WorldCat: E39PBJyMdG4MpTXjJGrW8xCYT3